# Psi1 Lupi
Psi1 Lupi (ψ1 Lupi, förkortad Psi1 Lup, ψ1 Lup), som är stjärnans Bayer-beteckning, är en ensam stjärna i norra delen av stjärnbilden Vargen. Den har en skenbar magnitud av 4,66 och är synlig för blotta ögat där ljusföroreningar ej förekommer. Baserat på parallaxmätning inom Hipparcosuppdraget på ca 14,9 mas, beräknas den befinna sig på ett avstånd av ca 205 ljusår (63 parsek) från solen.

## Egenskaper
Psi1 Lupi är en gul till orange jättestjärna av spektralklass G8/K0 III och befinner sig i röda klumpen. Den har en massa som är ca 2,4 gånger solens massa, en radie som är ca 13 gånger solens radie och avger ca 73 gånger mer energi än solen från dess fotosfär vid en effektiv temperatur på ca 4 900 K.
Psi1 Lupi är omgiven av ett kallt skikt antytt av den lilla observerade effekten av dubbel Mg II-emission med en våglängd av 2 800 ångström. Absorptionskärnorna på topparna i emissionsprofilerna Mg II k och h är huvudsakligen av interstellärt ursprung och beror delvis på egenabsorption i stjärnans kromosfär.